# 卡斯特爾維峰

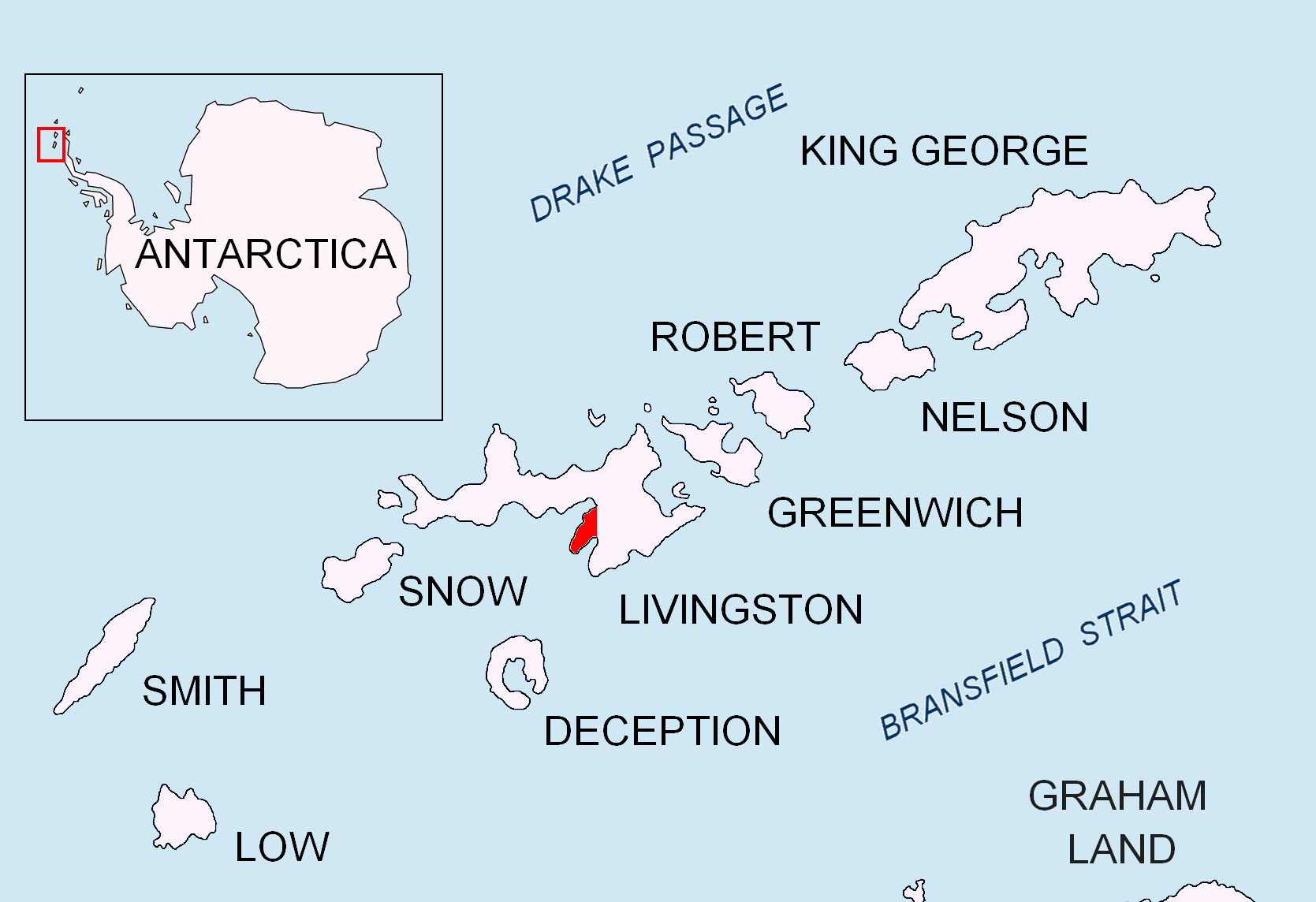

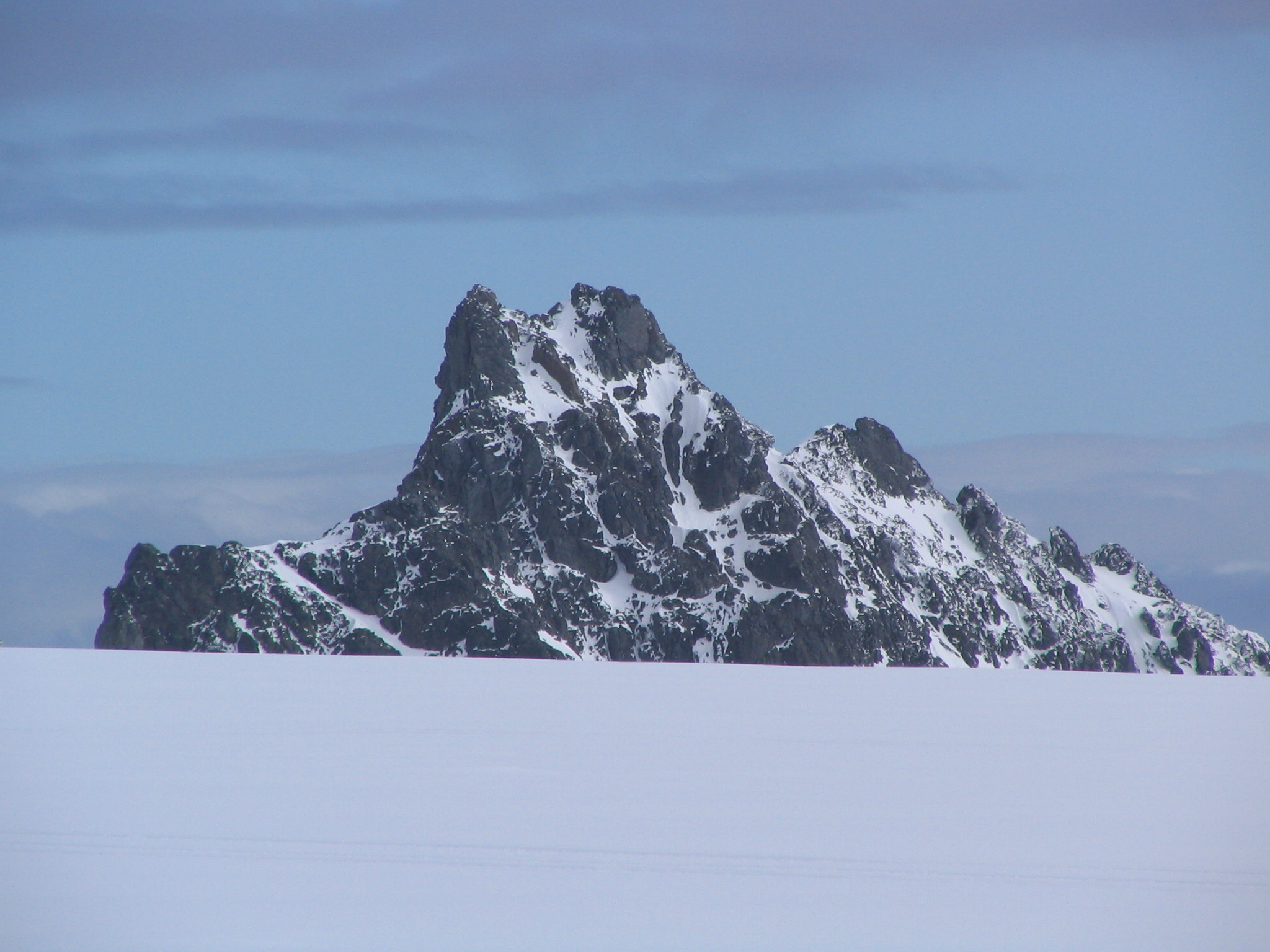

卡斯特爾維峰（英語：Castellvi Peak）是南極洲的山峰，位於南設得蘭群島中利文斯頓島的赫德半島，海拔高度350米，處於麥格雷戈爾峰東北面0.8公里，現時由南極條約體系管理。

## 外部連結
- Composite Antarctic Gazetteer（页面存档备份，存于）

62°41′34″S 60°23′10″W / 62.69278°S 60.38611°W